# Wierzchowiska (gmina)
Wierzchowiska  (od 1930 Krępa Kościelna) – dawna gmina wiejska istniejąca do 1930 roku w woj. kieleckim. Siedzibą władz gminy były Wierzchowiska.
W okresie międzywojennym gmina Wierzchowiska należała do powiatu iłżeckiego w woj. kieleckim. 26 października 1930 roku gminę przemianowano na gmina Krępa Kościelna.
W 1921 miała najwyższy odsetek ludności wyznania ewangelickiego w powiecie iłżeckim (224 osoby).